# Аналітична розвідка
Аналітична розвідка — компонент розвідувальної діяльності, що складається з виявлення, оцінювання, прогнозування різних соціальних процесів, подій, заходів на основі відомостей, переважно одержуваних з відкритих джерел, а також видобуваються розвідкою інших видів (агентурною, технічною та ін.).
Аналітична розвідка ділиться на оперативну (ту, що обслуговує поточні потреби) і стратегічну (яка формує стійкі уявлення). Оперативна досліджує короткочасні феномени (мають місце, недавні або скоро очікувані) — для забезпечення відповідної невідкладної діяльності. Стратегічна виявляє те, що вкрай неочевидно, настає не скоро, змінюється повільно, вимагає довготривалих, масштабних заходів.

## Аспекти аналітичної розвідки
- Збір і зіставлення різних відомостей з метою виявлення тенденцій, суперечностей, дезінформації, помилкової інтерпретації, маніпуляційних заходів, неявних подій, прихованої діяльності, а також формування загальних уявлень про різні істотних суб'єктах і феномени.
- Оцінювання суб'єктів, подій, дій, намірів.
- Прогнозування подій, дій, намірів.
- Планування заходів, подій. Інформаційне забезпечення конкретних відкритих і таємних операцій.
- Участь у розробці стратегій забезпечення національної безпеки, національного розвитку, глобального розвитку.

Об'єктом дослідження АР якого є здебільшого соціальні феномени. Вони вивчаються в частині їх зв'язку з ідеологічною, інформаційною, енергетичною, сировинною, природокористувальницькою, генетичною та ін. безпекою нації.
Соціальні явища можуть бути відкриті, випинається, спотворено подаються, приховувані, не помічені.

## Цілі і завдання аналітичної розвідки[2]
Аналітична розвідка вирішує такі важливі завдання:
- Зниження ефекту невизначеності при прийнятті рішень;
- Виявлення потенційних ризиків і загроз;
- Виявлення нових можливостей для бізнесу;
- Виявлення спроб доступу до конфіденційної інформації або прояви інтересу.

## Процес аналітичної розвідки
Робота з інформацією формально може бути розділена на кілька етапів або видів діяльності:
- Постановка задачі — це отримання замовлення, його усвідомлення, формулювання завдання і планування робіт;
- Збір інформації, яка так чи інакше може допомогти у вирішенні поставленого завдання;
- Обробка зібраної інформації — структурування, архівування, дослідження, аналіз, складання звіту;
- Поширення інформації — презентація результатів роботи, розподіл серед споживачів інформації, спрощення доступу до неї для потенційних споживачів;
- Використання інформації при прийнятті рішень.

## Первинна інформація у аналітичній розвідці[3]
У рамках аналітичної розвідки збирання первинної інформації може бути здійснено наступними способами:
- комп'ютерна розвідка в мережі Інтернет;
- комп'ютерна розвідка в автоматизованих банках даних та інформаційних системах різних форм власності;
- вивчення публікацій в ЗМІ;
- радіорозвідка тощо.

## Аналітична розвідка США
В даний час США мають найпотужнішу і досить ефективну розвідувальну систему, в якій аналітичної розвідки належить переважна роль. Аналітична розвідка здійснюється в тісному зв'язку з розробкою власних стратегій і програм розвитку, веденням психологічної війни, підтриманням і розширенням системи впливу.
Центральне розвідувальне управління США, крім агентурної розвідки і активних операцій, виконує також значну розвідувально-аналітичну роботу.
Приблизна структура Інформаційно-аналітичного директорату Центрального розвідувального бюро США:
- Оперативний центр ЦРУ (цілодобово аналізує інформацію «з метою виявлення ознак назрівання кризових ситуацій, що загрожують національній безпеці США»);
- Управління поточною продукції та забезпечення аналітичної роботи (випускає інформаційні матеріали директорату);
- Управління наукових досліджень і досліджень в галузі озброєнь (аналізує інформацію з науково-технічної політики, з різних видів озброєнь);
- Управління глобальних проблем;
- Управління інформаційних ресурсів (займається зберіганням, пошуком, розсилкою даних);
- Управління аналізу інформації про іноземних лідерів;
- Відділ забезпечення керівництва та аналітичної роботи;
- Відділ підготовки завдань і оцінок;
- Відділ по контролю за озброєнням;
- Регіональні управління:
- Управління аналізу інформації по радянському блоку;
- Управління аналізу інформації по Близькому Сходу і Південної

Азії;
- Управління аналізу інформації по Східній Азії;
- Управління аналізу інформації по країнах Африки і Латинської Америки;

Розвідувальне бюро США — установа, через яке ЦРУ здійснює координацію діяльності «розвідувального співтовариства» — сукупності установ уряду США (або їх підрозділів), що займаються спеціальної діяльністю. В «розвідувальне співтовариство» входять:
- Центральне розвідувальне управління (ЦРУ);
- Агентство національної безпеки (АНБ);
- Розвідувальні служби армії, ВМС, ВМФ, Корпусу морської піхоти;
- Федеральне бюро розслідувань (ФБР);
- Державний департамент;
- Міністерство фінансів;
- Міністерство енергетики;

А. Даллес «Мистецтво розвідки»: "В ЦРУ була створена Рада національних оцінок, до складу якого входять як цивільні, так і військові фахівці-розвідники. Завдання Ради полягає в підготовці попередніх проектів більшості оцінок і погодження цих проектів з членами Розвідувального бюро США. Для вивчення суто спеціальних питань, таких як радянські ракети, програми будівництва військово-повітряних сил і ядерних озброєнь, були створені компетентні технічні комітети при Розвідувальному бюро. "
Найбільшим установою в США, які займаються аналітичною розвідкою в області науки і технологій, є корпорація «RAND» (абревіатура від «Research And Development»). З книги В. кассис і Л. Колосова «За фасадом розвідок»:
« 'Ренд корпорейшн» була створена з ініціативи шефів великої військово-промислової корпорації' Дуглас ейркрафт 'і групи генералів. " «Вона майже повністю фінансується федеральним урядом.» «Основне завдання полягає в обслуговуванні Пентагону, а в першу чергу — ВВС.» «Вперше про 'Ренд' заговорили ще в 1946 році.» Ця установа «… є експериментальним і обчислювальним полігоном для умів, які розробляють стратегічні і військові програми країни.»
"Структурно 'Ренд' підрозділяється на чотири управління: Управління спеціальних проектів ВВС, Управління досліджень з питань національної безпеки, Управління внутрішніх досліджень і Інститут цивільного правосуддя, що є окремою організацією всередині 'Ренд', що спеціалізується на дослідженнях і аналізі в галузі цивільного права."
«Керівництво 'Ренд корпорейшн» надає особливого значення вивченню кардинальних проблем військової техніки, розвитку структури збройних сил, стратегії застосування військ і управління ними, формування збройних сил, основних питань зовнішньої політики. "
«Крім 'Ренд' політику в США в тій чи іншій мірі роблять і багато інститутів. Наприклад, Гуверовский інститут війни, революції і миру. Він був створений в 1919 році президентом Гувером для 'викриття шкідливості доктрини Карла Маркса'.»
"При Джорджтаунському університеті є … центр стратегічних і міжнародних досліджень. Він досліджує економічні, військові, психологічні та моральні чинники, вивчає ефективність американських стратегічних заходів за кордоном, виявляє недоліки в американських дослідженнях і інформації, заохочує дослідження в потрібних напрямках, готує матеріали для сенату і палати представників, вивчає різні публікації. Центр складається з п'яти відділів: відділ дослідження проблем комунізму, економіки, конфліктів, дипломатії, НАТО. "
З книги П. Діксона «Фабрики думки» про Центр досліджень з соціальних наук, створеному міністерством оборони США: "Конкретна завдання, поставлене на цю 'фабрику думки', полягала в детальному вивченні населення країн, що розвиваються, з тим щоб в випадку участі американської армії у військових діях в якійсь із цих країн вона мала у своєму розпорядженні б готової інформацією, яка могла б використовуватися як основа для стратегічного планування, надання військової допомоги та ведення психологічної війни."

Там же про приватному Гудзонівському інституті: 
«Його популярність обумовлена в першу чергу унікальними дослідженнями, присвяченими ядерній війні.» 
«Розробка військової тематики ведеться в інституті в багатьох напрямках, більшість яких враховує такі ситуації, які не існують, але могли б виникнути.»
Відповідно до зазначеної книзі П. Діксона, до «фабрикам думки» в США відносять дослідні установи, роботу яких відрізняють такі особливості:
- Необмежене коло тематики, готовність братися за будь-яку проблему фундаментального або прикладного характеру;
- Відсутність розвиненої і стійкої внутрішньої структури;
- Наявність універсальних аналітиків, дослідників, теоретиків, які в будь-якому проекті виступають організаторами і ідеологами і привертають вузьких фахівців для опрацювання окремих проблем;
- Радикальність підходів, здатність пропонувати незвичайні рішення;
- Претензійність, турбота про популярність, широке коло замовників, здатність перекривати негативний ефект деяких проектів вдалими результатами інших робіт.

Далеко не всі «фабрики думки» займаються аналітичною розвідкою в інтересах держави, а ті, які займаються, чи не зосереджуються виключно на ній. Майже всі вони є корпораціями, деякі — за участю державного капіталу. Майже всі вони далеко не обмежуються обслуговуванням безпосередньо держави. Відсутність спеціалізації на аналітичної розвідки є для «фабрик думки» скоріше плюсом, ніж мінусом, оскільки сама аналітична розвідка не має чітких меж, а різноманітність розглянутих проблем полегшує пошук істотно нових рішень.

Незважаючи на значні результати, досягнуті американськими «фабриками думки» при вирішенні деяких проблем, в цілому ці установи виявилися не в змозі запропонувати американському суспільству програму розвитку, що забезпечує йому безпеку. Сполучені Штати, якщо їх оцінювати за сукупністю показників якості життя (що включає такі характеристики, як захворюваність, частота нещасних випадків, рівень злочинності, інтенсивність витрачання невідновних природних ресурсів, інтенсивність забруднення навколишнього середовища), є далеко не благополучною країною, і навіть тенденція поліпшення ситуації в цілому не спостерігається. Помітна частина концептуальних розробок провідних «фабрик» відрізняється тривіальність або абсурдністю і викликає жорстку критику в самих США. П. Діксон): 
"Безумовно, ці центри висувають багато нових ідей і альтернатив, (…) які напевно можуть породити більше проблем, ніж вирішити. У зв'язку з цим усім, хто отримує 'продукцію' цих 'фабрик', необхідно уважно і критично оцінювати її. на жаль, в цій продукції найчастіше важко навіть розібратися. " Авторитет деяких «фабрик» тримається не стільки в силу достоїнств їх продукції, скільки завдяки наполегливості їх провідних діячів, вмінню цих людей представити свої розробки як верх досягнень думки.